# 埼玉医科大学
埼玉医科大学（日语：埼玉医科大学），是位于日本埼玉县的一所私立医科大学，1972年建校。现任理事长为丸木清之。

## 历史
埼玉医科大学历史可追溯至1892年创立的毛吕医院，初代院长丸木清太郎。其后代、精神科医生丸木清美以社会福祉法人毛吕医院为主体，在1971年申请设立埼玉医科大学。
1972年正式开学，设医学部医学科，以及附属医院。为当时埼玉县内首个医学专科学校。首任理事长为曾担任埼玉县知事的栗原浩。
1985年附属综合医疗中心开院。1989年设立埼玉医科大学短期大学，设有护理学科和临床检验学科。
2003年开设医学教育中心，2005年开设医学研究中心、国际交流中心。2007年开办国际医疗中心。

## 组织机构

### 学部
- 医学部
  - 医学科
- 保健医疗学部
  - 护理学科
  - 健康医疗科学
  - 临床工学科
  - 理疗学科

### 研究生院
- 医学研究科
- 护理学研究科

### 短期大学
- 埼玉医科大学短期大学

### 护理学校
- 综合医疗中心护理专科学校

### 附属机构
- 基因组医学研究中心
- 医学教育中心
- 医学研究中心
- 地域医学医疗中心
- 国际交流中心
- 入学中心
- 过敏症中心
- 东亚医学中心
- 教员、学生健康推进中心
- 情报技术支援推进中心
- 先进医疗开发中心
- 医疗人培养支援中心
- 附属图书馆（及3个分馆）
- 埼玉医科大学医院
- 埼玉医科大学综合医疗中心
- 埼玉医科大学国际医疗中心
- 川越诊所

## 校区
- 毛吕山校区
  - 埼玉县入间郡毛吕山町
  - 医学部、研究生院、短期大学、大学医院、医疗教育中心、医学研究中心
- 日高校区
  - 埼玉县日高市
  - 保健医疗学部、基因组医学研究中心、国际医疗中心、医学研究中心、研究园
- 川角校区
  - 埼玉县入间郡毛吕山町
  - 理疗学科、医学基础部
- 川越校区
  - 埼玉县川越市
  - 综合医疗中心、护理专门学校、医学研究中心
- 川越大楼
  - 埼玉县川越市
  - 川越诊所